# Корнеева, Надежда Анатольевна
Наде́жда Анато́льевна Корне́ева (р. 1958) — российский политический деятель. Депутат Государственной думы третьего созыва (1999—2003), фракция КПРФ. Заместитель председателя партии «Патриоты России» (с 2006).

## Биография
Родилась 19 сентября 1958 года в Рязани.
Окончила исторический факультет РГПИ. В 1976—1991 годах — на комсомольской, советской и партийной работе: заведующий организационно-инструкторским отделом Московского райисполкома Рязани, секретарь исполкома районного Совета народных депутатов, управляющий делами Московского райисполкома Рязани, секретарь Московского райкома КПСС Рязани.
В 1991—1994 годах — заместитель директора по учебно-воспитательной работе школы-гимназии № 2 Рязани.
В начале 90-х годов приняла активное участие в создании рязанской организации КПРФ. С 1993 года — первый секретарь Рязанского городского комитета КПРФ, член бюро областного комитета КПРФ. В 1994—1996 годах — помощник депутата Государственной Думы 1-го и 2-го созывов. В 1996 году была доверенным лицом Г. А. Зюганова на президентских выборах.
В 1996—1999 годах — первый заместитель председателя, председатель Рязанского городского совета. В январе 1997 года на 27-й областной партийной конференции переизбрана первым секретарём горкома КПРФ.
27 марта 1999 года состоялась отчётно-выборная конференция городской организации КПРФ, на которой присутствовали губернатор области Вячеслав Любимов и председатель областной Думы Владимир Федоткин. Корнеева выступила с отчётным докладом горкома. Работа горкома была признана большинством голосов удовлетворительной, на организационном пленуме горкома Корнеева была вновь избрана первым секретарём горкома. 17 апреля 1999 года делегаты 28-й областной конференции КПРФ одобрили кандидатуру Корнеевой на предстоящих парламентских выборах. В декабре 1999 года избрана депутатом Государственной думы 3-го созыва по Рязанскому одномандатному избирательному округу № 149. В Госдуме вошла в состав фракции КПРФ. Была заместителем председателя Комитета по вопросам местного самоуправления.
В 2003—2004 годах — руководитель аппарата фракции «Родина» в Государственной Думе.
В 2004—2005 годах — заместитель губернатора Ивановской области Владимира Тихонова, который выступил против Геннадия Зюганова. Корнеева также отошла от деятельности КПРФ. В 2005—2006 годах — директор по работе с региональными отделениями движения «Народно-патриотический союз России». С 2005 года — председатель комитета Рязанского регионального отделения партии «Патриоты России». С 2006 года — председатель исполкома партии «Патриоты России».
6 февраля 2012 года была официально зарегистрирована как доверенное лицо кандидата в Президенты РФ и действующего премьер-министра Владимира Путина.